# W. Bruce Lincoln
W. Bruce Lincoln (Suffield, Connecticut, 1938-DeKalb, Illinois, 9 de abril de 2000) fue un historiador estadounidense, especializado en el estudio de Historia de Rusia y profesor en la Northern Illinois University.
Fue autor de obras como Nikolai Miliutin: An Enlightened Russian Bureaucrat of the 19th Century (1977), Nicholas I: Emperor and Autocrat of All the Russias (1978), sobre el zar Nicolás I de Rusia, The Romanovs: Autocrats of All the Russias (1981), In the Vanguard of Reform: Russia's Enlightened Bureaucrats 1825-1861 (1982), Passage Through Armageddon. The Russians in War and Revolution 1914-1918 (1986), Red Victory: A History of the Russian Civil War (1989), The Great Reforms: Autocracy, Bureaucracy, and the Politics of Change in Imperial Russia (1990), Death, War, and Sacrifice: Studies in Ideology and Practice (1991), The Conquest of a Continent: Siberia and the Russians (1994) o Sunlight at Midnight: St Petersburg and the Rise of Modern Russia (2002), publicada póstumamente, entre otras. También colaboró en obras colectivas como Moscow Treasures and Traditions (1990).